# Mircea Lucescu
Mircea Lucescu (ˈmirt͡ʃe̯a luˈt͡ʃesku; Bucarest, 29 de juliol de 1945) és un exfutbolista de la dècada de 1970 i entrenador de futbol romanès. Actualment és el seleccionador de Romania.
Pel que fa a clubs, destacà al club Dinamo București i fou 70 cops internacional amb la selecció de Romania, participant en el Mundial de 1970.
Posteriorment ha destacat com a entrenador a països com Romania, Itàlia, Turquia, Ucraïna i Rússia. Ha destacat entrenant al FC Xakhtar Donetsk, Dinamo București, Rapid București, Galatasaray, Beşiktaş JK, Zenit Saint Petersburg,Brescia Calcio i Inter de Milà.

## Palmarès

### Jugador
Dinamo București
- Lliga romanesa de futbol (7): 1963-64, 1964-65, 1970-71, 1972-73, 1974-75, 1976-77, 1989-90
- Copa romanesa de futbol (1): 1967-68

Corvinul Hunedoara
- Liga II (1): 1979-80

### Entrenador
Corvinul Hunedoara
- Liga II (1): 1979-80

Dinamo București

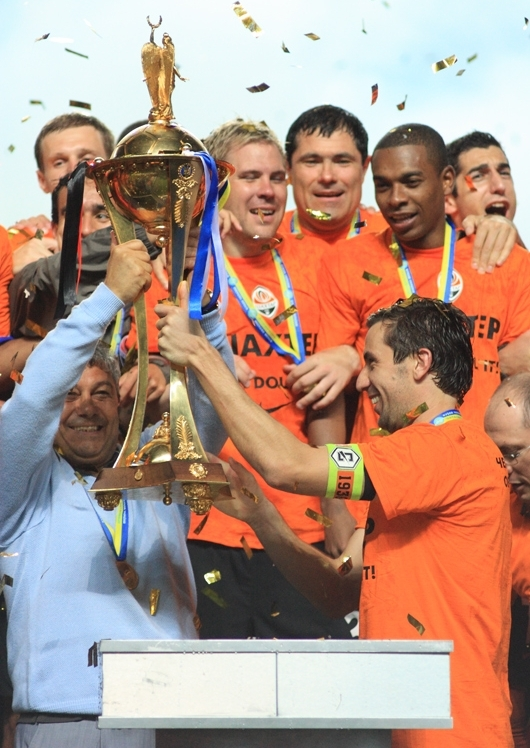
Mircea Lucescu amb la copa de 2010-11.

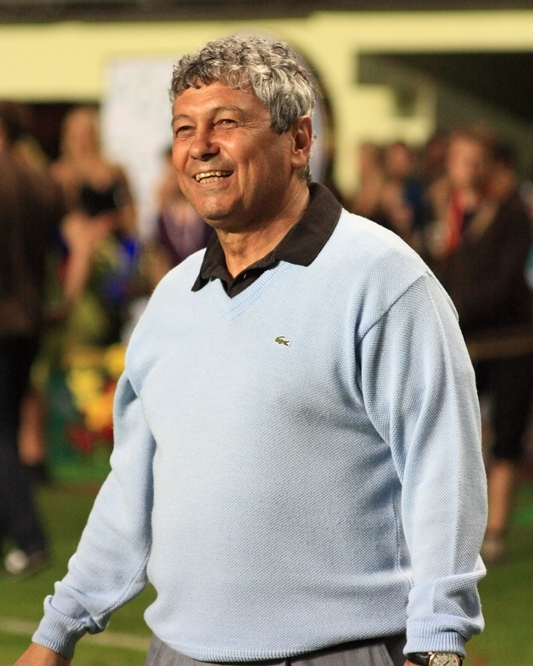
Mircea Lucescu.

- Lliga romanesa de futbol (1): 1989-90
- Copa romanesa de futbol (2): 1985-86, 1989-90

Brescia
- Serie B (1): 1991-92
- Copa anglo-italiana de futbol (1): 1993-94

Rapid București
- Lliga romanesa de futbol (1): 1998-99
- Copa romanesa de futbol (1): 1997-98
- Supercopa romanesa de futbol (1): 1999

Galatasaray
- Supercopa d'Europa de futbol (1): 2000
- Süper Lig (1): 2001-02

Beşiktaş
- Süper Lig (1): 2002-03

Shakhtar Donetsk
- Copa de la UEFA (1): 2008-09
- Lliga ucraïnesa de futbol (8): 2004-05, 2005-06, 2007-08, 2009-10, 2010-11, 2011-12, 2012-13, 2013-14
- Copa ucraïnesa de futbol (6): 2003-04, 2007-08, 2010-11, 2011-12, 2012-13, 2015-16
- Supercopa ucraïnesa de futbol (7): 2005, 2008, 2010, 2012, 2013, 2014, 2015

Zenit
- Supercopa russa de futbol (1): 2016